# Liste der Kulturdenkmale in Neukirchen/Pleiße

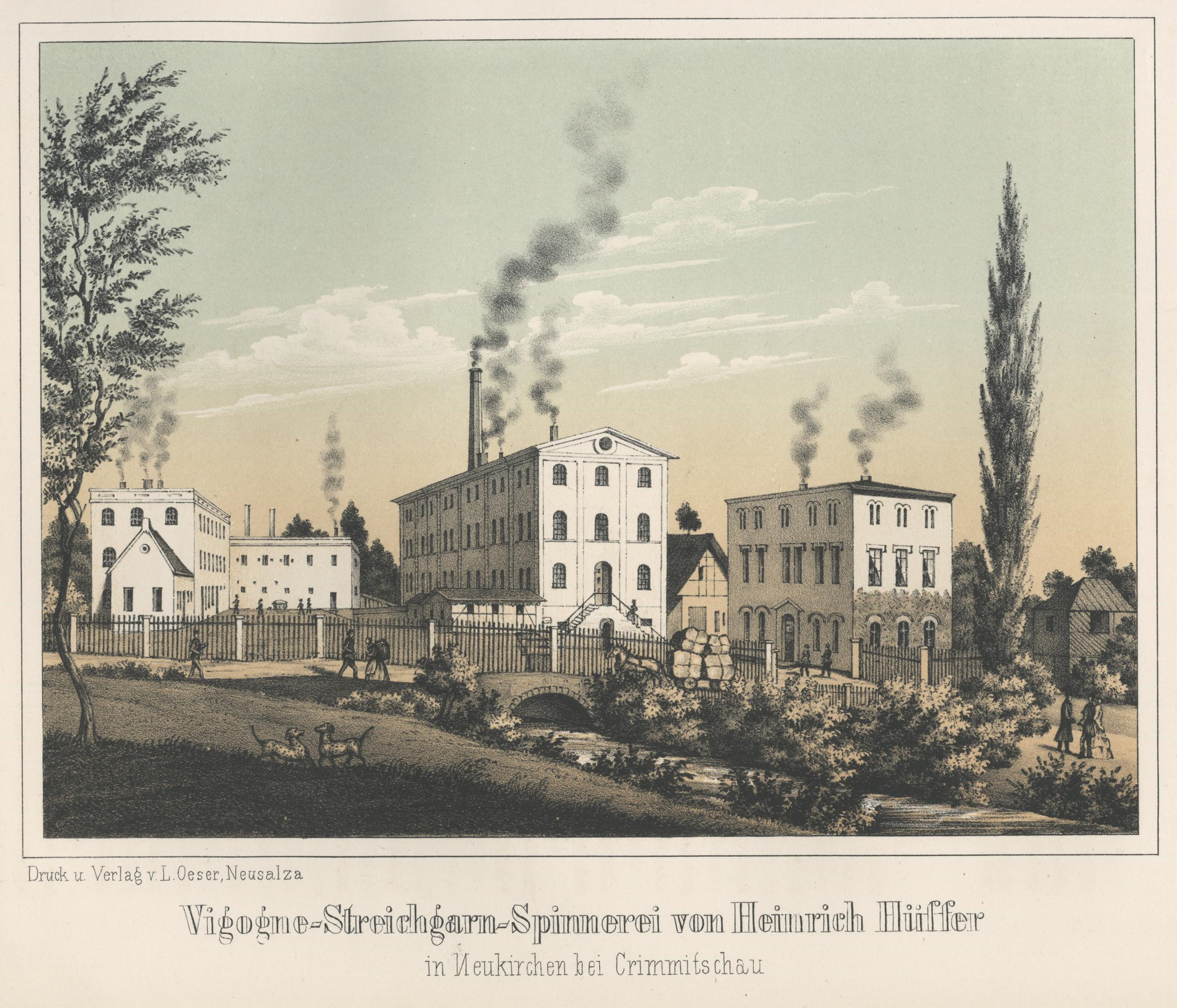
Alte Fabrik in Neukirchen

Die Liste der Kulturdenkmale in Neukirchen/Pleiße enthält die Kulturdenkmale in Neukirchen.
Diese Liste ist eine Teilliste der Liste der Kulturdenkmale in Sachsen.

## Legende
- Bild: Bild des Kulturdenkmals, ggf. zusätzlich mit einem Link zu weiteren Fotos des Kulturdenkmals im Medienarchiv Wikimedia Commons. Wenn man auf das Kamerasymbol klickt, können Fotos zu Kulturdenkmalen aus dieser Liste hochgeladen werden:
- Bezeichnung: Denkmalgeschützte Objekte und ggf. Bauwerksname des Kulturdenkmals
- Lage: Straßenname und Hausnummer oder Flurstücknummer des Kulturdenkmals. Die Grundsortierung der Liste erfolgt nach dieser Adresse. Der Link (Karte) führt zu verschiedenen Kartendiensten mit der Position des Kulturdenkmals. Fehlt dieser Link, wurden die Koordinaten noch nicht eingetragen. Sind diese bekannt, können sie über ein Tool mit einer Kartenansicht einfach nachgetragen werden. In dieser Kartenansicht sind Kulturdenkmale ohne Koordinaten mit einem roten bzw. orangen Marker dargestellt und können durch Verschieben auf die richtige Position in der Karte mit Koordinaten versehen werden. Kulturdenkmale ohne Bild sind an einem blauen bzw. roten Marker erkennbar.
- Datierung: Baubeginn, Fertigstellung, Datum der Erstnennung oder grobe zeitliche Einordnung entsprechend des Eintrags in der sächsischen Denkmaldatenbank
- Beschreibung: Kurzcharakteristik des Kulturdenkmals entsprechend des Eintrags in der sächsischen Denkmaldatenbank, ggf. ergänzt durch die dort nur selten veröffentlichten Erfassungstexte oder zusätzliche Informationen
- ID: Vom Landesamt für Denkmalpflege Sachsen vergebene, das Kulturdenkmal eindeutig identifizierende Objekt-Nummer. Der Link führt zum PDF-Denkmaldokument des Landesamtes für Denkmalpflege Sachsen. Bei ehemaligen Kulturdenkmalen können die Objektnummern unbekannt sein und deshalb fehlen bzw. die Links von aus der Datenbank entfernten Objektnummern ins Leere führen. Ein ggf. vorhandenes Icon  führt zu den Angaben des Kulturdenkmals bei Wikidata.

## Neukirchen/Pleiße
| Bild                                    | Bezeichnung                                                                                               | Lage                              | Datierung                                     | Beschreibung | ID       |
| --------------------------------------- | --- | --------------------------------- | --------------------------------------------- | --- | -------- |
| Direkt Bild zu diesem Denkmal hochladen | Villa mit Garten, Gartenlaube und Resten der Einfriedung                                                  | Bahnhofstraße 1 (Karte)           | 1888                                          | Baugeschichtlich von Bedeutung, historistische Villa mit reich gegliederter Fassade und Turm in gutem Originalzustand, ortsbildprägend. Sehr guter Originalbestand, wichtig für Ortsbild, Fassadengliederung, Fenster, Türen erhalten, runder Turm mit Kegeldach, Zwerchgiebel verziert, Eckquaderung, Laternen, Balkons, unregelmäßiger Grundriss, teilweise Putznutung, Wintergarten. | 09243786 |
| Direkt Bild zu diesem Denkmal hochladen | Villa mit Gartenpavillon und Einfriedung                                                                  | Bahnhofstraße 8 (Karte)           | um 1910                                       | Baugeschichtlich von Bedeutung, architektonisch qualitätvoll gestaltete Villa im Reformstil der Zeit um 1910 in hervorragendem Originalzustand. Putzfassade, sehr guter Originalzustand: Fensterläden, Haustür, farbige Glasfenster, Sprossengliederung der Oberlichter, Putzstuck, Werksteinsockel, Freitreppe, Jugendstilornamentik an Fenstern, halbrunder Erker, Turm, überhöht mit Pyramidendach, unregelmäßiger Grundriss, originale Einfriedung. | 09243787 |
|                                         | Wirtschafts- und Verwaltungsgebäude (heute meist Wohnhäuser) des ehemaligen Rittergutes Bosenhof          | Bosenhof 1; 2; 3; 4 (Karte)       | um 1800 (Wirtschafts- und Verwaltungsgebäude) | Ortsgeschichtlich, baugeschichtlich und wirtschaftsgeschichtlich von Bedeutung, geschlossen erhaltene Gutsanlage (Fachwerkbauweise) in gutem Originalzustand. Einzeldenkmale der Sachgesamtheit Rittergut Bosenhof (siehe auch Sachgesamtheitsdokument – Obj. 09301274): Wichtige originale Baudetails wie Türportale, Fachwerk, Gebäude teilweise zu Wohnhäusern umgebaut, Originalsubstanz dabei im Wesentlichen erhalten geblieben, U-förmig angelegter Gebäudekomplex, dem das Herrenhaus gegenüberliegt, Geschlossenheit der Anlage nur in wenigen Fällen noch anzutreffen, heute fünf Gebäude – ein Wirtschaftsgebäude ohne Hausnummer, ursprünglich geschlossene U-förmige Anlage mit Torturm in der Mitte (dieser 1946 abgebrochen). | 09243556 |
| Direkt Bild zu diesem Denkmal hochladen | Sachgesamtheit Rittergut Bosenhof, Garten und Gutspark (Gartendenkmal)                                    | Bosenhof 1; 2; 3; 4; 5 (Karte)    | 18./19. Jahrhundert                           | Ortsgeschichtlich, baugeschichtlich und wissenschaftlich von Bedeutung, geschlossen erhaltene Gutsanlage in gutem Originalzustand. Sachgesamtheit Rittergut Bosenhof mit folgenden Einzeldenkmalen: - Herrenhaus Bosenhof 5 (siehe auch Einzeldenkmaldokument – Obj. 09243555) und - Wirtschafts- und Verwaltungsgebäude Bosenhof 1–4 (siehe auch Einzeldenkmaldokument – Obj. 09243556), - Garten und Gutspark (Gartendenkmal). | 09301274 |
| Direkt Bild zu diesem Denkmal hochladen | Herrenhaus des Rittergutes (heute Kindergarten)                                                           | Bosenhof 5 (Karte)                | vor 1800 (Herrenhaus)                         | Ortsgeschichtlich, baugeschichtlich und wirtschaftsgeschichtlich von Bedeutung, repräsentatives barockes Herrenhaus der geschlossen erhaltenen Gutsanlage. Einzeldenkmal der Sachgesamtheit Rittergut Bosenhof: (siehe auch Sachgesamtheitsdokument – Obj. 09301274) Im Inneren Gemälde von Gustav Jakob, Darstellung des Herrenhauses, Innenausstattung weitestgehend verloren bis auf Reste Holztäfelung, Stuckdecken, Treppenhaus, am Giebel Inschrift: „Christiana Sophia von Schleiniz geborene von Hunicke Witbe“ – weitere Inschrift mit Bitte um Schutz des Hauses, Originalputz unter neuerem Putz erhalten, Haus vermutlich in mehreren Bauphasen entstanden, Obergeschoss vermutlich jünger als Erdgeschoss, steiles hohes Walmdach mit doppelt stehendem Stuhl, Putzquaderung an Hausecken, kleiner Garten, Park verwildert. | 09243555 |
| Direkt Bild zu diesem Denkmal hochladen | Häuslerhaus                                                                                               | Bosenhofweg 7 (Karte)             | 2. Hälfte 18. Jahrhundert                     | Baugeschichtlich und sozialgeschichtlich von Bedeutung, landschaftstypisches Häuslerhaus in Fachwerkbauweise. Fachwerk-Obergeschoss, Tür dort, Giebel verschiefert, Erdgeschoss massiv mit leichten Veränderungen, vorkragendes Satteldach. | 09243791 |
|                                         | Wohnhaus                                                                                                  | Brückenstraße 16 (Karte)          | Ende 18. Jahrhundert                          | Baugeschichtlich und sozialgeschichtlich von Bedeutung, landschaftstypisches Bauernhaus (Fachwerkbauweise) in gutem Originalzustand mit erhaltener Blockstube. Fachwerk auch teilweise im Erdgeschoss erhalten, regelmäßiges Fachwerk mit Eckstreben, Wetterschrägen, Krüppelwalmdach, sehr guter Originalzustand, im Inneren Blockstube mit Holzeinschubdecke, am kräftigen Unterzug Schiffchenkehlung, außen Fachwerk mit Ständern, keine Umgebindekonstruktion. | 09243785 |
| Direkt Bild zu diesem Denkmal hochladen | Seitengebäude eines Häusleranwesens                                                                       | Dänkritzer Straße 11 (Karte)      | um 1800                                       | Baugeschichtlich und sozialgeschichtlich von Bedeutung, landschaftstypisches Wirtschaftsgebäude (Fachwerkbauweise) in gutem Originalzustand. Fachwerk-Obergeschoss, Giebel verkleidet, Erdgeschoss massiv. | 09243782 |
| Direkt Bild zu diesem Denkmal hochladen | Remisengebäude mit Einfriedung                                                                            | Hauptstraße 3 (Karte)             | um 1905                                       | Baugeschichtlich von Bedeutung, architektonisch aufwendig gestaltetes Remisengebäude (Putzbau mit Klinkergliederung und Fachwerk) in gutem Originalzustand, Anklänge an den Jugendstil. Unterschiedliche Putzstrukturen, Klinkermischbauweise, Fachwerkelemente im Zwerchgiebel, Klinkereinfriedung, schmiedeeisernes Tor, guter Originalzustand – Fenster, Haustüren, Sockel Polygonmauerwerk. | 09240548 |
| Direkt Bild zu diesem Denkmal hochladen | Fabrikantenvilla mit Einfriedung und Garten                                                               | Hauptstraße 5 (Karte)             | um 1890                                       | Baugeschichtlich von Bedeutung, historistisch in gutem Originalzustand. Reste der Gartengestaltung erhalten, Putzfassade, Risalit, Lisenen, Erker, Fensterverdachungen, Bleiglasfenster, Putzfassade, Putznutung, Eckquaderung mit Bossenquaderung, Polygonsockel, Einfriedung mit schmiedeeisernen Gittern. | 09240549 |
| Direkt Bild zu diesem Denkmal hochladen | Vereinsturnhalle und Hallenbad                                                                            | Hauptstraße 6 (Karte)             | um 1925                                       | Baugeschichtlich von Bedeutung, zeittypischer Zweckbau der 1920er Jahre im Heimatstil in gutem Originalzustand. Putzfassade, Turnhalle mit Bühne und Empore in originaler Gestaltung, auch als Kultursaal konzipiert, ursprünglich auch mit Gaststätte, Schwimmhalle im Kellerbereich, Werksteinsockel, ockerfarbener Putz. | 09243545 |
| Direkt Bild zu diesem Denkmal hochladen | Seitengebäude eines Bauernhofes                                                                           | Hauptstraße 7 (Karte)             | um 1800                                       | Baugeschichtlich und wirtschaftsgeschichtlich von Bedeutung, ein Fachwerkbau. Tordurchfahrt, Erdgeschoss teilweise massiv ersetzt, in Tordurchfahrt, Obergeschoss Fachwerk, Türen erhalten, originale Fenster, Taubenschlag, Krüppelwalmdach. | 09240550 |
| Direkt Bild zu diesem Denkmal hochladen | Seitengebäude eines ehemaligen Vierseithofes und Reste der Hofpflasterung                                 | Hauptstraße 11 (Karte)            | Mitte 18. Jahrhundert                         | Baugeschichtlich und wirtschaftsgeschichtlich von Bedeutung, landschaftstypisches Wirtschaftsgebäude eines Bauernhofes (Fachwerkbauweise) in gutem Originalzustand. Durchfahrt, Remisen, Fachwerk gut erhalten, Obergeschoss mit Heuboden, Satteldach überkragend, Ständer der Remisen auf Steinfundament ruhend, gezapfte Holzverbindungen, das nicht unter Denkmalschutz stehende Wohnhaus des Hofes war ursprünglich Umgebindehaus, Originalzustand hervorzuheben. | 09243543 |
| Direkt Bild zu diesem Denkmal hochladen | Doppelwohnhaus                                                                                            | Hauptstraße 48; 50 (Karte)        | Ende 19. Jahrhundert                          | Baugeschichtlich von Bedeutung, zeittypisches, historistisches Gebäude in gutem Originalzustand, Verblendziegelfassade. Klinker, architektonische Gliederung komplett erhalten, Fensterverdachung mit Segment- und Dreiecksgiebelchen, zweigeschossig, Sockel Polygonmauerwerk, Fenster erneuert. | 09243763 |
| Direkt Bild zu diesem Denkmal hochladen | Seitengebäude eines Vierseithofes                                                                         | Hauptstraße 55 (Karte)            | um 1800                                       | Baugeschichtlich und wirtschaftsgeschichtlich von Bedeutung, landschaftstypisches, original erhaltenes Wirtschaftsgebäude eines Bauernhofes (Fachwerkbauweise). Erdgeschoss massiv, Fachwerk Obergeschoss, Giebel verbrettert, Satteldach | 09243547 |
| Direkt Bild zu diesem Denkmal hochladen | Mühle | Hauptstraße 120 (Karte)           | bezeichnet 1816 (Türportal)                   | Ortshistorisch und bauhistorisch von Bedeutung, schön gestaltete Haustür mit zeittypischem Türportal von 1816. Türportal bezeichnet „JGW 1816“ mit schöner Haustür, Türgriffe Darstellung zweier Fische, Sonnenmotiv, die Mühle benannt nach der einstigen Besitzerfamilie Benad (letzter Besitzer: Gerhard Benad), heute (1994) Erzgebirgsmühlen GmbH Roggen- und Weizenmühlen, später Umbau durch das Kolping-Bildungswerk Sachsen e. V. (2000 in Insolvenz gegangen) – derzeit (2007) Investitionsruine, Abbruch vorgesehen. | 09243554 |
| Direkt Bild zu diesem Denkmal hochladen | Sparkassengebäude                                                                                         | Hauptstraße 137 (Karte)           | um 1925                                       | Baugeschichtlich von Bedeutung, zeittypischer Sparkassenbau der 1920er Jahre in gutem Originalzustand mit ortsbildprägender Wirkung. Roter Edelputz, mit Laden, unverändert erhalten, Fenstergitter, Fensterläden usw. komplett erhalten, dominante Lage an Straßenkreuzung. | 09243552 |
| Direkt Bild zu diesem Denkmal hochladen | Häuslerhaus                                                                                               | Hauptstraße 141 (Karte)           | vor 1800                                      | Baugeschichtlich und sozialgeschichtlich von Bedeutung, landschaftstypisches Häuslerhaus (Fachwerkbauweise) in relativ gutem Originalzustand. Fachwerk-Obergeschoss, Erdgeschoss massiv, Satteldach, für Ortsbild wichtig, relativ guter Originalzustand. | 09243553 |
| Weitere Bilder                          | Schloss Schweinsburg, Wirtschaftsgebäude (Vorschloss) sowie Wohn- und Seitenflügel                        | Hauptstraße 147; 149 (Karte)      | 1222 urkundlich erwähnt (Rittergut)           | Baugeschichtlich, künstlerisch und ortsgeschichtlich von Bedeutung, regionalhistorisch bedeutsame Schlossanlage mit qualitätvoller architektonischer Gestaltung und ortsbildprägender Bedeutung, der im Kern mittelalterliche Bau neugotisch und neubarock überformt. Einzeldenkmale der Sachgesamtheit Rittergut und Schloss Schweinsburg (siehe auch Sachgesamtheitsdokument – Obj. 09301286): - Umfassender Gebäudekomplex mit Wohnflügel, altem Turm und Mauer vom Vorgängerbau, auf Wasserburg zurückgehend, - Vor Wohnteil Gartenanlage mit Wasserbassin, - Vom Schlosspark Teich und Baumallee erhalten, (Zeitweise im Besitz des Kolping-Bildungswerkes Sachsen e. V.,im Jahr 2000 in Insolvenz gegangen). | 09243551 |
| Weitere Bilder                          | Sachgesamtheit Rittergut und Schloss Schweinsburg                                                         | Hauptstraße 147; 149; 155 (Karte) | 1222 urkundlich erwähnt (Rittergut)           | Baugeschichtlich, ortsgeschichtlich und wissenschaftlich von Bedeutung, regionalhistorisch bedeutsame Schloss- und Gutsanlage mit qualitätvoller architektonischer Gestaltung und ortsbildprägender Wirkung. Sachgesamtheit mit folgenden Einzeldenkmalen: - Schloss (Anschrift: Hauptstraße 147/149, siehe auch Einzeldenkmaldokument – Obj. 09243551), - Herrenhaus des Rittergutes (Anschrift: Hauptstraße 155) - Mit Speicher und Taubenturm (siehe auch Einzeldenkmaldokument – Obj. 09243550) sowie - Schlosspark (Gartendenkmal) Schloss Schweinsburg zeitweise im Besitz des Kolping-Bildungswerkes Sachsen e. V. (im Jahr 2000 in Insolvenz gegangen). | 09301286 |
|                                         | Herrenhaus, Speichergebäude (Silo-Anlage) und Taubenhaus                                                  | Hauptstraße 155 (Karte)           | um 1890                                       | Baugeschichtlich, wirtschaftsgeschichtlich und ortsbildprägend von Bedeutung, regionalhistorisch bedeutsame Gutsanlage in gutem Originalzustand. Einzeldenkmale der Sachgesamtheit Rittergut und Schloss Schweinsburg (siehe auch Sachgesamtheitsdokument – Obj. 09301286): Fachwerk im Obergeschoss, geschweifte und gerade Andreaskreuze als Zierelemente, Erker, Satteldach, Erdgeschoss massiv aus Ziegelmauerwerk, Türen und Fenster original. | 09243550 |
| Direkt Bild zu diesem Denkmal hochladen | Mietshaus in Ecklage und in halboffener Bebauung                                                          | Kurt-Große-Straße 1 (Karte)       | um 1900                                       | Mit Laden, baugeschichtlich und städtebaulich von Bedeutung, ein Historismusbau, zeittypisches, qualitätvoll gestaltetes Mietshaus in gutem Originalzustand (Klinkerfassade). Klinkerfassade, dreigeschossig, Gesims, Sandsteinelemente, Putzfelder. | 09240555 |
| Direkt Bild zu diesem Denkmal hochladen | Mietshaus in halboffener Bebauung (bildet mit Wiesenstraße 2 eine gestalterische Einheit)                 | Kurt-Große-Straße 2 (Karte)       | um 1890                                       | Baugeschichtlich von Bedeutung, zeittypisch gestaltetes Mietshaus in gutem Originalzustand (Klinkerfassade). Gleiche Gestaltung wie danebenliegende Post, Klinkerfassade, vereinfacht im Zwerchgiebel. | 09240553 |
| Direkt Bild zu diesem Denkmal hochladen | Häuslerhaus                                                                                               | Lauterbacher Straße 1 (Karte)     | um 1850                                       | Schlichtes Fachwerkhaus, im Inneren relativ guter Originalbestand, baugeschichtlicher und sozialgeschichtlicher Wert. Erdgeschoss massiv und verändert, vermutlich im 20. Jahrhundert massiv unterfahren, Obergeschoss schlichtes Fachwerk mit Eckstreben, ein Giebel massiv, teilweise Fensteröffnungen verändert, Krüppelwalmdach, nachträgliche massive Anbauten ohne Denkmalwert, im Inneren Raumstruktur, Treppenaufgang und Waschhaustür erhalten. Das Gebäude weist einen sehr geringen Denkmalwert auf – jede tiefgreifende bauliche Veränderung und insbesondere massive Eingriffe im Inneren führen zum Verlust des Denkmalwertes. | 09303214 |
|                                         | Martinskirche                                                                                             | Pestalozzistraße (Karte)          | 1869–1870, der Turm älter                     | Ortsgeschichtlich, baugeschichtlich und ortsbildprägend von Bedeutung, ein Bau im Rundbogenstil des 19. Jahrhunderts mit älterem Turm. Neubau 1870 unter Einbeziehung Turm des Vorgängerbaus. | 09243754 |
| Direkt Bild zu diesem Denkmal hochladen | Schule | Pestalozzistraße 11 (Karte)       | 2. Hälfte 19. Jahrhundert                     | Heute Kantorat und Gemeindesaal, baugeschichtlich von Bedeutung, zeittypisches Schulgebäude mit ortsbildprägender Wirkung und regionalhistorischer Bedeutung. Mittelrisalit, achtachsig, Mittelrisalit über zwei Achsen, Rundfenster im Frontgiebel, Putzfassade, zweigeschossig. | 09243756 |
| Direkt Bild zu diesem Denkmal hochladen | Wohnhaus                                                                                                  | Pestalozzistraße 19 (Karte)       | um 1910                                       | Baugeschichtlich von Bedeutung, im Reformstil der Zeit um 1910, ortsbildprägend mit Eckturm. Eingeschossiger Putzbau, Bruchsteinsockel, Eckturm in Bruchstein und mit ziegelverkleidetem Obergeschoss, Mansarddach, überdachter Treppenaufgang zum Eingangsbereich, Treppenhausfenster mit farbigen Bleiglasfenstern, zum Garten eine Terrassenanlage, dezente Putzgliederung und -ornamentik. | 09301289 |
| Direkt Bild zu diesem Denkmal hochladen | Mühle mit Wohnhaus (Umgebindehaus) und drei Seitengebäuden                                                | Pestalozzistraße 21a (Karte)      | 1725                                          | Baugeschichtlich, technikgeschichtlich und wirtschaftshistorisch von Bedeutung, geschlossene Hofanlage in landschaftstypischer Bauweise (Fachwerk) mit seltenem Umgebinde. - Wohnhaus: Am Türstock datiert, Holzstock der Tür, Erdgeschoss Fachwerk, gezapfte Streben, Umgebindehaus, Fachwerk-Obergeschoss, Tür im Obergeschoss, ein Mitteldrehflügelfenster erhalten, Schwelle mit Schiffchenkehlung, - Erstes Seitengebäude: Nach 1800, Krüppelwalmdach, Erdgeschoss massiv, etwas verändert, - Zweites Seitengebäude: Daran angebaut, gleiche Bauzeit, Fachwerk-Obergeschoss mit Tür, Erdgeschoss Fachwerk, Remise, - Drittes Seitengebäude: Vor 1800, strebenreiches Fachwerk-Obergeschoss, leerstehend, Erdgeschoss massiv, Satteldach, etwas verändert. | 09243759 |
| Direkt Bild zu diesem Denkmal hochladen | Häuslerhaus (Umgebinde)                                                                                   | Pestalozzistraße 26 (Karte)       | vor 1800                                      | Baugeschichtlich und sozialgeschichtlich von Bedeutung, landschaftstypisches Häuslerhaus (Fachwerk) mit seltener Umgebindekonstruktion. Umgebindehaus, einfache Ständer des Umgebindes auf Steinsockeln, gezapfte Kopfbänder, Blockstube vermutlich erhalten, Fachwerk-Obergeschoss, zwei Anbauten, Spannriegel und Kopfbänder mit Kielbogen verziert, Dachstuhl eventuell älter, ein stehender Stuhl, Riegel Giebel auf Sparren geblattet, Satteldach. | 09243751 |
| Direkt Bild zu diesem Denkmal hochladen | Alte Kirchschule, heute Wohnhaus                                                                          | Pestalozzistraße 28 (Karte)       | bezeichnet 1804                               | Baugeschichtlich von Bedeutung, landschaftstypisches Fachwerkhaus mit ortsgeschichtlicher Bedeutung und ortsbildprägender Wirkung. Fachwerk-Obergeschoss, Erdgeschoss massiv, Krüppelwalmdach, ein Giebel massiv, Eckstreben, vereinfacht, bei Kirche, wichtig für Bauensemble. | 09243753 |
| Direkt Bild zu diesem Denkmal hochladen | Seitengebäude des Pfarrhofes                                                                              | Pestalozzistraße 32 (Karte)       | 2. Hälfte 18. Jahrhundert                     | Baugeschichtlich von Bedeutung, landschaftstypisches Wirtschaftsgebäude (Fachwerk, ursprünglich mit Oberlaube) in gutem Originalzustand mit ortsbildprägender Wirkung. Abgefaste Schwelle, Erdgeschoss massiv unterfahren, ursprünglich sechsjochige Oberlaube mit gezapften Knaggen, heute zugesetzt, heute nicht mehr vorkragend, Brüstung des Laubenganges heute verbrettert. | 09243755 |
|                                         | Gemeindeamt                                                                                               | Pestalozzistraße 40 (Karte)       | bezeichnet 1892                               | Baugeschichtlich von Bedeutung, ein Bau im historistischen Stil, repräsentatives, architektonisch qualitätvolles Gebäude in gutem Originalzustand. Sehr guter Originalzustand, zum Beispiel Fenster, Türen, Putzgliederung, leicht vorkragender Mittelrisalit, Eckputzquaderung, Sockel Polygonmauerwerk, Putzfassade, zweigeschossig, drei Achsen, Freitreppe, waagrechte Fensterverdachungen. | 09243758 |
| Direkt Bild zu diesem Denkmal hochladen | Elektrizitätswerk                                                                                         | Poststraße 1 (Karte)              | 1. Drittel 20. Jahrhundert                    | Baugeschichtlich, ortsgeschichtlich, technikgeschichtlich und künstlerisch von Bedeutung, Fabrikkomplex als Ziegelbau, bestehend aus mehreren Gebäuden, typischer sächsischer Industriekomplex des beginnenden 20. Jahrhunderts in gutem Originalzustand, Anklänge an die Reformarchitektur der Zeit nach 1900. Gebäude unterschiedlicher Qualität, Schornstein, Hauptgebäude: Klinkerfassade, sachlich gestaltete Fassade, Verzierung durch Klinkerelemente, originale Türen und Fenster, erstes Drittel 20. Jahrhundert, nicht mehr in Betrieb. | 09243789 |
| Direkt Bild zu diesem Denkmal hochladen | Post | Poststraße 26 (Karte)             | um 1905                                       | Baugeschichtlich und ortsgeschichtlich von Bedeutung, schlicht historisierend gestaltet, trotzdem große Bedeutung für das Ortsbild. Volutengiebel, originale Gauben, Putzfassade, zweigeschossig, Betonfenstergewände, rot gefärbt, Gesimsbänder über Sockel, Fenster mit Sprossenteilung der Oberlichter, teilweise Fenster erneuert, einfach, schlicht, durch Lage aber bedeutsam für Ort, hölzernes kleines Vorhaus, Fassadengliederung komplett erhalten. | 09243788 |
| Direkt Bild zu diesem Denkmal hochladen | Seitengebäude sowie Torbogen eines ehemaligen Vierseithofes                                               | Rudelswalder Straße 5 (Karte)     | nach 1800                                     | Baugeschichtlich von Bedeutung, landschafts- und zeittypischer Bauernhof in gutem Originalzustand, das Seitengebäude ein Fachwerkbau, das Wohnhaus gehört zu den wenigen nachweisbaren bäuerlichen Wohnhäusern aus der Zeit um 1900. - Wohnhaus: Um 1900, Putzfassade, massiv, Satteldach, originale Fassadengliederung erhalten, im Türbereich und an Hofseite modernisiert, - Seitengebäude: Nach 1800, Fachwerk Obergeschoss, ein Giebel und Erdgeschoss massiv, Tordurchfahrt, Krüppelwalmdach, Fassadengestaltung original erhalten, * Torbogen: Massiv, mit Pforte, verändert. | 09243745 |
| Direkt Bild zu diesem Denkmal hochladen | Wohnhaus in Ecklage, mit Einfriedung                                                                      | Rudelswalder Straße 7 (Karte)     | um 1895                                       | Baugeschichtlich und städtebaulich von Bedeutung, ein Historismusbau mit qualitätvoller architektonischer Fassadengliederung in gutem Originalzustand, ortsbildprägend. Fenster erneuert, ansonsten guter Originalzustand, Putzquaderung, Putzfassade, polygonaler Erker, Zahnschnittfries am Traufgesims, Fensterverdachung waagrecht und mit Dreiecksgiebelchen, Zaun um 1915 in schöner Gestaltung, Villa zweigeschossig, Mansardwalmdach. | 09243743 |
| Direkt Bild zu diesem Denkmal hochladen | Villa (später Kindergarten) mit Einfriedung                                                               | Rudelswalder Straße 9 (Karte)     | um 1905                                       | Baugeschichtlich und städtebaulich von Bedeutung, historistisch in Klinker, architektonisch aufwendig gestaltet mit teilweise erhaltener Innenausstattung. Klinkerfassade, unregelmäßiger Grundriss, Eckerker, Türmchen, Helmdach, im Treppenhaus Bleiglasfenster, Erdgeschoss mit Jugendstilornamentik, hölzerner Vorbau, Schwebegiebel, verzierte Säulen, Innenausstattung: Holztäfelung, Stuckdecken, Sockel Polygonmauerwerk, rotoranger Klinker, Fenstergewände Beton. | 09243738 |
| Direkt Bild zu diesem Denkmal hochladen | Villa mit Einfriedung                                                                                     | Rudelswalder Straße 11 (Karte)    | um 1910                                       | Baugeschichtlich und städtebaulich von Bedeutung, Villa im Reformstil der Zeit um 1910 mit zeittypischer Fassadengestaltung in gutem Originalzustand. Guter Originalbestand, Mansardwalmdach, Putzfassade, zweigeschossig, Fenster mit Sprossengliederung der Oberlichter, teilweise Bleiglasfenster, schmiedeeiserner Zaun aus Entstehungszeit. | 09243740 |
| Direkt Bild zu diesem Denkmal hochladen | Villa mit Einfriedung                                                                                     | Rudelswalder Straße 12 (Karte)    | 1856                                          | Baugeschichtlich und städtebaulich von Bedeutung, Villa im Reformstil der Zeit um 1910 mit qualitätvoller architektonischer Gestaltung. Am Zwerchgiebel Inschrift: „Anno domini 1856 und 1906“ mit Stuckornamentik, Erker, Balkon zugebaut, Putzfassade, äußere Erscheinungsbild und Einfriedung aus Zeit 1906, eingeschossig, Mansardwalmdach. | 09243744 |
| Direkt Bild zu diesem Denkmal hochladen | Villa mit Einfriedung                                                                                     | Rudelswalder Straße 16 (Karte)    | 1898                                          | Baugeschichtlich, städtebaulich und sozialgeschichtlich von Bedeutung, ehemalige Fabrikantenvilla mit qualitätvoller architektonischer Gestaltung, Anklänge an den Schweizer Stil mit Gesprengegiebel. Fabrikantenvilla mit Mittelrisalit, Zwerchgiebel, eingeschossig, Satteldach, Verzierungen am Leergespärre, Fenster und Putz verändert, Polygonsockel, schmiedeeiserner Zaun original erhalten, Haustür original mit Gitter, Reste der Innenausstattung, zum Beispiel Treppengeländer und Türen. | 09243739 |
| Direkt Bild zu diesem Denkmal hochladen | Neubauernhäuser einer Neubauernsiedlung                                                                   | Schäfereiweg 2; 3; 5 (Karte)      | um 1948                                       | Baugeschichtlich, geschichtlich und sozialgeschichtlich von Bedeutung, Gruppe von Neubauernhäusern (insgesamt fünf, davon drei im weitgehenden Originalzustand mit Denkmalwert) in typischer Gestaltungsart, Zeugnisse der Bodenreform nach 1945. Teilweise in Bestand des ehemaligen Rittergutes eingefügt, massiv mit Fachwerkgiebeln und Fachwerkdrempeln, Satteldächer, relativ guter Originalzustand: - Nummer 1 – Flstk. 204/18, - Nummer 2 – Flstk. 201/23, - Nummer 3 – Flstk. 204/10, - Nummer 5 – Flstk. 204/8, - Nummer 7 – Flstk. 208/2, Streichung 2007 Schäfereiweg 1 – Giebel baulich stark verändert, Streichung 2007 Schäfereiweg 7 – übertriebener Dachausbau. | 09243549 |
| Direkt Bild zu diesem Denkmal hochladen | Wohnhaus                                                                                                  | Schäfereiweg 11 (Karte)           | um 1800                                       | Baugeschichtlich von Bedeutung, landschaftstypisch, Obergeschoß Fachwerk, in gutem Originalzustand. Fachwerk-Obergeschoss, Erdgeschoss massiv, Krüppelwalmdach, Anbau, Obergeschoss teilweise verkleidet oder verbrettert mit Wetterschrägen, Abbruchgenehmigung liegt vor, 2010 noch nicht abgebrochen. | 09243548 |
|                                         | Herrenhaus des Rittergutes und seitliche Gartenpforte                                                     | Schiedelhof 1 (Karte)             | um 1850 (Herrenhaus)                          | Regionalgeschichtlich bedeutsam. Zwerchgiebel über zwei Achsen, Mansarddach, sechs Achsen, zweigeschossig, Türportal mit originaler Haustür, Haus sehr entstellt. | 09243784 |
| Direkt Bild zu diesem Denkmal hochladen | Sachgesamtheit Friedhof Neukirchen und Friedhofsgrünanlage mit Wegesystem und Bepflanzung (Gartendenkmal) | Werdauer Straße (Karte)           | um 1900                                       | Gut erhaltene Anlage von künstlerischer, personengeschichtlicher, baugeschichtlicher und ortsgeschichtlicher Bedeutung. (Die Anschrift möglicherweise Werdauer Straße 70 (21.07.2006 D. K.). Sachgesamtheit Friedhof Neukirchen mit folgenden Einzeldenkmalen: - Friedhofskapelle, - Erbbegräbnissen und Grabmälern für die Familien Karl Beckert, von Bose, Macek und Wolf sowie - Zwei Denkmale für die Gefallenen des Ersten Weltkrieges (alle Einzeldenkmale – siehe auch Obj. 09243760). | 09300268 |
| Direkt Bild zu diesem Denkmal hochladen | Friedhofskapelle, einige Erbbegräbnisse sowie zwei Denkmale für die Gefallenen des Ersten Weltkrieges     | Werdauer Straße (Karte)           | 1773 (Grabmal Bose)                           | Personengeschichtlich sowie künstlerisch bedeutsame Grabmale, die Friedhofskapelle im Jugendstil von baugeschichtlichem und künstlerischem Wert. (Die Anschrift möglicherweise Werdauer Straße 70) Einzeldenkmale der Sachgesamtheit Friedhof Neukirchen (siehe auch Sachgesamtheit »Friedhof Neukirchen« obj 09300268): Grabstätten: - Familie Karl Beckert (Karl Beckert gest. 1938) - Erbbegräbnis Wolf, Inschriften: „Gedenkstätte der Familie Carl Wolf“ „Schweinsburg Neukirchen“, Reliefs mit folgenden Inschriften: „Die Erdenkinder“ und „Mutter Erde“ (Carl Wolf gest. 1928) - Erbbegräbnis Familie Macek (Neubelegung), um 1900 - Erbbegräbnis Familie Emil Klaus, Anfang 20. Jahrhundert – KEIN DENKMAL - Erbbegräbnis Familie Bruno Näser (Karl Näser, gefallen 1915) – KEIN DENKMAL - Grabmal einer Unbekannten mit Mädchenfigur (in Kunststein), Inschrift „Es fiel ein Reif in der Frühlingsnacht“ Anfang 20. Jahrhundert - Kriegerdenkmal mit Relief eines Verwundetentransports, 1920er Jahre - Kriegerdenkmal eines Vereins, Inschriften: „Unsern Opfern!“ „F.F. d. Spr.-Verb. Neukirchen“, bezeichnet „1921“. | 09243760 |
|                                         | Meilenstein                                                                                               | Werdauer Straße (Karte)           |                                               | | 09243762 |
| Direkt Bild zu diesem Denkmal hochladen | Villa mit Resten der Einfriedung                                                                          | Werdauer Straße 6 (Karte)         | um 1890                                       | Baugeschichtlich und städtebaulich von Bedeutung, ein Bau des Historismus mit aufwendiger architektonischer Fassadengliederung. Putzfassade, zweigeschossig, Stuckornamente an Fassade, Dreiecksgiebelchen als Fenster- und Türverdachung, Säulen, Zahnschnittfries, im Treppenhaus geätzte Fenster, Putznutung an Fassade, originale Haustür mit schmiedeeisernem Gitter, Mittel- und Seitenrisalite, Sockelbereich Putznutung, Karyatiden als figürlicher Schmuck, im hinteren Hausteil Modernisierungen, den Gesamteindruck nicht beeinträchtigend. | 09243742 |
| Direkt Bild zu diesem Denkmal hochladen | Villa mit Garten, Pavillon, Kegelbahn und Einfriedung                                                     | Werdauer Straße 8 (Karte)         | 1900 (Kegelbahn)                              | Baugeschichtlich und städtebaulich von Bedeutung, ein Bauwerk im Stil des Historismus, Putzbau mit aufwendig gestalteter Fassade und gut erhaltenem Garten, originell gestaltete private Kegelbahn von Seltenheitswert. - Villa: Eingeschossig mit Mezzaningeschoss, Mittelrisalit, Zwerchgiebel, Zahnschnittfries am Giebeldreieck und im Traufbereich, waagrechte Fensterverdachung, vier Achsen zur Straße, sehr guter Originalzustand, zum Beispiel Fenster, Haustür, Dienstboteneingang, Putzfassade, schmiedeeiserner Zaun mit originalen Pfeilern, - Teile der Gartengestaltung wie Pavillon, Karyatide zwischen Fenstern der Villa, - Kegelbahn: langgestreckter Bau mit zwei Kopfbauten, nördlicher Kopfbau mit hölzernem Laubengang, dort im Inneren zarte Decken- und Wandgemälde, Ausstattung gut erhalten – Kegelbahn, halbrunde Sitzecke, Kamin, Bleiglasfenster. | 09243741 |
| Direkt Bild zu diesem Denkmal hochladen | Mietshaus in halboffener Bebauung                                                                         | Werdauer Straße 25 (Karte)        | um 1900                                       | Baugeschichtlich und städtebaulich von Bedeutung, ein Historismusbau (Klinkerfassade) mit markantem straßenbildprägendem Erker, zeittypischer Mietshausbau in gutem Originalzustand. Klinkerfassade mit Putzbändern, Betonfenstergewände, Gesims, dreigeschossig. | 09240556 |
| Direkt Bild zu diesem Denkmal hochladen | Mietshaus in Ecklage                                                                                      | Werdauer Straße 27 (Karte)        | um 1900                                       | Baugeschichtlich und städtebaulich von Bedeutung, ein Historismusbau (Klinkerfassade), typischer Mietshausbau der Jahrhundertwende in gutem Originalzustand. Klinkerfassade, gelber Klinker, Fensterumrahmung roter Klinker, dreigeschossig, Mittelrisalit, sechs Achsen, Dreiecksgiebelchen und waagrechte Fensterverdachungen, Laden wahrscheinlich nachträglich, Gesims, schlechter Bauzustand, ortsbildprägend. | 09240554 |
| Direkt Bild zu diesem Denkmal hochladen | Mietshaus in halboffener Bebauung                                                                         | Werdauer Straße 50 (Karte)        | um 1900                                       | Baugeschichtlich von Bedeutung, historistisch in Klinker, zeittypische Mietshausbebauung in gutem Originalzustand. Klinkerfassade, roter und gelber Klinker, Eckquaderung mit gelbem Klinker, Zwerchgiebel, Seitenrisalit, waagrechtes Gebälk und Dreiecksgiebelchen als Fensterverdachung, Beispiel für Mietshausbebauung. | 09243748 |
| Direkt Bild zu diesem Denkmal hochladen | Gasthof                                                                                                   | Werdauer Straße 64 (Karte)        | um 1800                                       | Heute Wohnhaus, baugeschichtlich, ortsgeschichtlich und städtebaulich von Bedeutung, qualitätvoll architektonisch gestaltetes Gebäude (zum Teil in Fachwerk) unter feinfühliger Einbeziehung eines älteren Fachwerkhauses in gutem Originalzustand mit ortsbildprägender Wirkung. Ursprünglich mit Gaststätte im Erdgeschoss, vermutlich zwei Bauphasen, älterer Teil Fachwerkhaus mit Fachwerk Obergeschoss, Krüppelwalmdach und massivem Erdgeschoss um 1800, um 1905 zweite Phase Hauptgebäude errichtet unter Einbindung des alten Gebäudes, Türen, Fenster, Fassadengestaltung original, auch neues Haus mit Fachwerk, unter anderem Andreaskreuze, Schwebegiebel, Balkon, Holz, verziert, Fenster mit Sprossengliederung der Oberlichter am neuen Haus, Schwelle Obergeschoss gefast, dieser Hausteil um 1905. | 09243749 |
| Direkt Bild zu diesem Denkmal hochladen | Wohnhaus                                                                                                  | Werdauer Straße 92 (Karte)        | um 1895                                       | Baugeschichtlich von Bedeutung, zeittypisch historistisch mit qualitätvoller architektonischer Gestaltung in gutem Originalzustand. Eingeschossig, vier Achsen, Zwerchgiebel und Mittelrisalit, Schwebegiebel und Satteldach, sehr guter Originalzustand, Eckquaderung, Gesims, originale Fenster und Jalousien. | 09243761 |
| Direkt Bild zu diesem Denkmal hochladen | Gasthof mit Saalanbau                                                                                     | Werdauer Straße 114 (Karte)       | Ende 19. Jahrhundert                          | Baugeschichtlich, ortsgeschichtlich und städtebaulich von Bedeutung, repräsentativ historistisch mit reich gegliederter, original erhaltener Fassade und großer ortsbildprägender Wirkung. Gute architektonische Qualität, durch Lage an wichtiger Durchfahrtsstraße außerhalb der geschlossenen Bebauung bedeutsam für Ortsbild, repräsentativer Bau, Fassadengliederung komplett erhalten, verschiedener Putzstuck, unter anderem durch Früchtedarstellungen, Blattmotive und Köpfchen verziert, Sockel aus Polygonmauerwerk, dreigeschossig, Ecken mit Diamantquaderung, Saalanbau mit großflächigem Putzschaden, Farbglasfenster. Schlechter Bauzustand des Saalanbaus, lange leer stehend. 2011 abgebrochen | 09243790 |
| Direkt Bild zu diesem Denkmal hochladen | Seitengebäude und Scheune eines Vierseithofes                                                             | Werdauer Straße 123 (Karte)       | um 1800                                       | Sozialgeschichtlich und wirtschaftsgeschichtlich von Bedeutung, landschaftstypische Wirtschaftsgebäude eines Bauernhofes mit ortsbildprägender Wirkung (Fachwerkbauweise). - Scheune: Durch Fachwerk-Drempel nachträglich erweitert, Satteldach, - Seitengebäude: Aneinandergebaut, rundbogiges Tor, Krüppelwalmdächer, im Erdgeschoss-Bereich verändert. Wichtig als geschlossene Anlage für Ortsbild. | 09243559 |
| Direkt Bild zu diesem Denkmal hochladen | Seitengebäude eines Vierseithofes                                                                         | Werdauer Straße 127b              | 2. Hälfte 18. Jahrhundert                     | Sozialgeschichtlich und wirtschaftsgeschichtlich von Bedeutung, landschaftstypisches Wirtschaftsgebäude eines Bauernhofes in gutem Originalzustand (Fachwerkbauweise). Fachwerk-Obergeschoss, Erdgeschoss massiv, Krüppelwalmdach, teilweise Obergeschoss verbrettert, altes Schiebefenster und sechsteiliges Fenster erhalten, Erdgeschoss Schweinestall, im Obergeschoss vermutlich Auszüglerwohnung, heute ungenutzt, ein Giebel massiv, ein Gefach war mit „1847“ datiert, vermutlich nicht Erbauungszeit, auch Torbogen mit 1847 datiert. | 09243560 |
| Direkt Bild zu diesem Denkmal hochladen | Wohnstallhaus (Umgebinde) eines ehemaligen Vierseithofes                                                  | Werdauer Straße 131 (Karte)       |                                               | | 09243558 |
| Direkt Bild zu diesem Denkmal hochladen | Wohnstallhaus, Seitengebäude, Scheune und Schmiedewerkstatt eines Bauernhofes                             | Werdauer Straße 135 (Karte)       | um 1800                                       | Ortsgeschichtlich von Bedeutung als Dorfschmiede, geschlossen erhaltene Hofanlage in relativ gutem Originalzustand (Fachwerkbauten). Schmiedewerkstatt um 1900, ansonsten um 1800 oder vor 1800, Fachwerk-Obergeschoss, Erdgeschoss massiv, geschlossene Hofanlage mit originaler Hofpflasterung, Scheune äußerlich verändert. | 09243557 |
| Direkt Bild zu diesem Denkmal hochladen | Postgebäude (bildet mit Kurt-Große-Straße 2 eine gestalterische Einheit)                                  | Wiesenstraße 2 (Karte)            | um 1890                                       | Zeittypisch gestaltetes, original erhaltenes, repräsentatives Postgebäude (Klinkerfassade). Klinkerfassade, zweigeschossig, roter Klinker, Betonbänder und Fenstergewände, Fensterverdachung mit waagrechtem Gebälk und Dreiecksgiebelchen, zwei Zwerchgiebel, repräsentatives Gebäude, Ecklage. | 09240552 |
| Direkt Bild zu diesem Denkmal hochladen | Textilfabrik, zwei Fabrikgebäude                                                                          | Wiesenstraße 3 (Karte)            | 1899/1908                                     | Baugeschichtlich und ortsgeschichtlich von Bedeutung, Volltuchwerke Crimmitschau (ehem. Fürst), neugotisch beeinflusster zeittypischer Fabrikbau in gutem Originalzustand. Viergeschossig, Klinkermischbauweise, Massivbauweise, Mauerwerk Geschossdecken zum Teil Stahlbeton, neugotisch beeinflusst, aufgesetzte Türme, Putzfelder, Zahnschnittfries, Sockel Klinker, sehr guter Originalzustand, Erdgeschoss und erstes Obergeschoss: vier Lagerräume, zweites Obergeschoss: drei Räume, Seitengebäude: giebelseitig Tür, runde Fenster, gleiche Bauzeit. | 09243750 |

## Dänkritz
| Bild                                    | Bezeichnung                                                                                      | Lage                             | Datierung                | Beschreibung | ID       |
| --------------------------------------- | ------------------------------------------------------------------------------------------------ | -------------------------------- | ------------------------ | --- | -------- |
| Direkt Bild zu diesem Denkmal hochladen | Kriegerdenkmal                                                                                   | Crimmitschauer Straße (Karte)    | 1895                     | Aufgestellt in Erinnerung an zwei junge Dänkritzer Männer, die im Deutsch-Französischen Krieg 1870/1871 fielen, Sandstein, Obelisk auf abgestuftem Postament, an der zur Straße blickenden Seite ein plastisch ausgeführter Lorbeerkranz mit Schleife, darunter in den Stein gehauen die Inschrift „Den / 1870 u. 1871 / gefallenen / Söhnen / die dankbare Gemeinde / Dänkritz.“, Bedeutung für die Ortsgeschichte und die deutsche Geschichte, gestalterischer Anspruch | 09306982 |
| Direkt Bild zu diesem Denkmal hochladen | Scheune, Durchfahrtscheune und Seitengebäude (mit Oberlaube) eines Vierseithofes                 | Crimmitschauer Straße 10 (Karte) | um 1800                  | Weitgehend geschlossen erhaltene Hofanlage, Fachwerkbauten, Seitengebäude mit seltener Oberlaube, baugeschichtlich und wirtschaftsgeschichtlich von Bedeutung. Scheune: Kniestock um 1930, Durchfahrt: auf Hofseite verputzt, Stallgebäude: mit sechsbogiger Oberlaube, Fachwerk-Obergeschoss, Erdgeschoss massiv, Garageneinbauten auf Hofseite, Straßenseite mit Schiefer verschlagen, Satteldach, Oberlaube mit geblatteten Knaggen, wichtig für Ortsbild. | 09242819 |
|                                         | Forsthaus                                                                                        | Crimmitschauer Straße 11 (Karte) | Ende 19. Jahrhundert     | Historisierend in Klinker, Giebeldreieck verbrettert, Schwebegiebel mit Schnitzerei, Hirschköpfe, regionalgeschichtlich und baugeschichtlich von Bedeutung. | 09301310 |
| Direkt Bild zu diesem Denkmal hochladen | Wohnstallhaus, ehemaliges Wohnstallhaus, Seitengebäude, Scheune und Schuppen eines Vierseithofes | Hartmannsdorfer Straße 9 (Karte) | um 1900 (neues Wohnhaus) | Altes Wohnstallhaus (heute Seitengebäude) als ehemaliger Fachwerkständerbau von großer hausgeschichtlicher Bedeutung. - Seitengebäude, ehemaliges Wohnstallhaus: 1571 laut Dendro, ehemaliger Ständerbau, Erdgeschoss-Ständer nur teilweise erhalten, lange doppelte Kopfstreben, Fachwerk-Obergeschoss, Erdgeschoss massiv unterfahren, Garageneinbauten, Giebel verschiefert, Satteldach, Blockstube nicht erhalten, aber Holzeinschubdecke noch erhalten, - Seitengebäude: Fachwerk-Obergeschoss, Erdgeschoss Fachwerk teilweise erhalten, teilweise massiv, Stall, Satteldach, Tür im Obergeschoss, - Scheune: Mit Kniestock aufgestockt, guter Bauzustand, - Wohnstallhaus, neues Wohnstallhaus: Fachwerk-Obergeschoss, durch Kniestock erhöht, Erdgeschoss massiv verändert, ein Giebel und eine Traufseite massiv – Wohnhaus zur Komplettierung des Ensembles Denkmal. 2005 Wohnstallhaus und Scheune saniert, Seitengebäude, Schuppen und ehemaliges Wohnstallhaus unsaniert. | 09242821 |
| Direkt Bild zu diesem Denkmal hochladen | Zwei Seitengebäude und Scheune eines Vierseithofes                                               | Talstraße 6 (Karte)              | Ende 18. Jahrhundert     | Das Ortsbild prägendes Wirtschaftsgebäude eines noch vollständig erhaltenen Bauernhofes von baugeschichtlichem Wert; für Ortsbild wichtig. | 09242822 |
| Direkt Bild zu diesem Denkmal hochladen | Stallgebäude, Seitengebäude mit Oberlaube und Scheune eines Bauernhofes                          | Talstraße 9 (Karte)              | Ende 18. Jahrhundert     | Hausgeschichtlich und sozialgeschichtlich bedeutsame Wirtschaftsgebäude eines Bauernhofes in Fachwerkbauweise. - Stallgebäude: Mit ehemaliger Auszüglerwohnung, - Seitengebäude: Mit vierbogiger Oberlaube, heute zugesetzt, modernisiert. 2005 Stallgebäude unsaniert, Seitengebäude saniert. | 09242823 |

## Lauterbach
| Bild                                    | Bezeichnung                                                              | Lage                                | Datierung                                 | Beschreibung | ID       |
| --------------------------------------- | ------------------------------------------------------------------------ | ----------------------------------- | ----------------------------------------- | --- | -------- |
| Weitere Bilder                          | Sachgesamtheit Rittergut Lauterbach                                      | Am Schloß 1; 2; 3; 4; 5; 9 (Karte)  | 19. Jahrhundert                           | Baugeschichtlich, ortsgeschichtlich und künstlerisch von Bedeutung, das Schloss ein Neurenaissancebau mit wertvoller Innenausstattung (teilweise von dem bedeutenden Jugendstil-Architekten Henry van de Velde), die Wirtschaftsgebäude größtenteils in Fachwerk. Sachgesamtheit Rittergut Lauterbach mit folgendem Einzeldenkmal: - Schloss mit Innenausstattung (siehe obj. 09243001), sowie folgenden Sachgesamtheitsteilen: - Gutspark (Gartendenkmal), - Wirtschaftshof mit großem Stallgebäude (heute Wohnhaus) und - Zwei Seitengebäuden (baulich verändert, heute Wohnhäuser). (Am Schloß 1 – Flstk. 143/1, Am Schloß 2 – Flstk. 143/2, Am Schloß 3 – Flstk. 144/2, Am Schloß 4 – Flstk. 144/1, Am Schloß 5 – Flstke. 145/2, 145/3, 145/4, Am Schloß 9 = Schloss Lauterbach – Flstk. 146/2).           | 09301294 |
| Weitere Bilder                          | Schloss mit Innenausstattung                                             | Am Schloß 9 (Karte)                 | 1884                                      | Baugeschichtlich, ortsgeschichtlich und künstlerisch von Bedeutung, ein Neurenaissancebau mit wertvoller Innenausstattung (teilweise von dem bedeutenden Jugendstil-Architekten Henry van de Velde). Einzeldenkmal der Sachgesamtheit Rittergut Lauterbach (siehe auch Sachgesamtheitsdokument obj. 09301294): Teile der Schlossausstattung – Wandschränke, Vertäfelungen, Türgriffe von van de Velde. | 09243001 |
| Direkt Bild zu diesem Denkmal hochladen | Wohnstallhaus und Seitengebäude eines Dreiseithofes                      | Bergstraße 1 (Karte)                | 2. Hälfte 18. Jahrhundert                 | Baugeschichtlich und sozialgeschichtlich von Bedeutung, bäuerliche Fachwerkbauten. Kleiner Hof, - Wohnhaus: Erdgeschoss massiv unterfahren, traufseitig entstellender Anbau, Dach Wohnhaus eventuell älter, Riegelverblattung mit Sparren, Stuhlsäulen, - Seitengebäude: Teilweise Erdgeschoss Fachwerk erhalten. | 09243003 |
| Direkt Bild zu diesem Denkmal hochladen | Stallgebäude mit Oberlaube und Torhaus eines Vierseithofes               | Bergstraße 3c (Karte)               | 1820                                      | Baugeschichtlich und wirtschaftsgeschichtlich von Bedeutung, Fachwerkbauten. Guter Originalzustand, Stall: Giebel verbrettert, Wetterschräge, Oberlaube sechsjochig, Kopfbänder gezapft, Brüstungsfelder verbrettert, ursprünglich an anderem Standort, wahrscheinlich um 1890 verschoben und damit massiv unterfahren worden und preußische Kappen im Stall. | 09243004 |
| Direkt Bild zu diesem Denkmal hochladen | Wohnstallhaus (Nr. 6) und zwei Seitengebäude (Nr. 4) eines Vierseithofes | Dorfstraße 4; 6 (Karte)             | 1. Hälfte 18. Jahrhundert (Wohnstallhaus) | Baugeschichtlich und sozialgeschichtlich von Bedeutung, bäuerliche Fachwerkbauten. - Seitengebäude: Erdgeschoss massiv, Obergeschoss Fachwerk, teilweise verlängert massiv, gezapfte Streben, Durchfahrt, - Zweites Seitengebäude: Stall, im Obergeschoss vermutlich ehemalige dreijochige Oberlaube, Satteldach, Erdgeschoss massiv, - Wohnhaus: Gezapfte Fußstreben, querliegende Gefache, Erdgeschoss massiv, verändert, Satteldach. | 09243005 |
| Direkt Bild zu diesem Denkmal hochladen | Wohnstallhaus, Scheune und zwei Seitengebäude eines Vierseithofes        | Dorfstraße 8 (Karte)                | um 1800                                   | Baugeschichtlich und sozialgeschichtlich von Bedeutung, geschlossen erhaltener Bauernhof in Fachwerkbauweise. | 09243006 |
| Direkt Bild zu diesem Denkmal hochladen | Häuslerhaus                                                              | Dorfstraße 19 (Karte)               | um 1800                                   | Baugeschichtlich und sozialgeschichtlich von Bedeutung, ein Fachwerkbau. Erdgeschoss massiv, vermutlich unterfahren, Fachwerk-Obergeschoss, schöne Haustür, traufseitiger Anbau. | 09243007 |
| Direkt Bild zu diesem Denkmal hochladen | Wohnstallhaus, Seitengebäude, Scheune und Tor eines Dreiseithofes        | Dorfstraße 32 (Karte)               | um 1700 (Wohnhaus)                        | Baugeschichtlich und sozialgeschichtlich von Bedeutung, geschlossen erhaltener Bauernhof in Fachwerkbauweise. - Wohnhaus: Blattsassen, gezapften Streben im Obergeschoss, Füllhölzer halbrund, Obergeschoss leicht vorkragend, Erdgeschoss massiv, Biehlerne Stube mit Holzeinschubdecke erhalten, - Seitengebäude: Tür im Obergeschoss, Durchfahrt, Erdgeschoss massiv, Fachwerk-Obergeschoss, Beide Häuser mit Satteldach, Wohnhaus hatte ursprünglich Backofen, heute traufseitiger Anbau. | 09243008 |
| Direkt Bild zu diesem Denkmal hochladen | Häuslerhaus                                                              | Lauterbacher Hauptstraße 13 (Karte) | Ende 18. Jahrhundert                      | Baugeschichtlich und sozialgeschichtlich von Bedeutung, Obergeschoss Fachwerk. Fachwerk Obergeschoss, Erdgeschoss massiv unterfahren, Satteldach, guter Zustand und Bestand, ein Giebel massiv. | 09243009 |
| Direkt Bild zu diesem Denkmal hochladen | Kirche mit Ausstattung                                                   | Schänkenberg - (Karte)              | im Kern 13. Jahrhundert                   | Baugeschichtlich, ortsgeschichtlich und künstlerisch von Bedeutung, im Kern eine romanische Chorturmkirche. Eingezogener Chor und Apsis, querrechteckiger Chorturm 1840 tiefgreifend verändert, rundbogiger Triumphbogen zwischen Chor und Schiff, die Ausstattung mit einer spätgotischen plastischen Darstellung der „Anna Selbdritt“ (aus ehemaligem Flügelaltar). | 09243000 |
| Direkt Bild zu diesem Denkmal hochladen | Wohnstallhaus, Scheune, zwei Seitengebäude und Tor eines Vierseithofes   | Schänkenberg 1 (Karte)              | um 1650 (Wohnhaus)                        | Baugeschichtlich, sozialgeschichtlich und hausgeschichtlich von Bedeutung, ortsbildprägende Fachwerkbauten (das Wohnstallhaus mit doppelten Andreaskreuzen und Kopfstreben). - Wohnhaus: Gerade Andreaskreuze, paarweise je Gefach, geblattete Kopfbänder, Satteldach, Giebel verschiefert mit zu großen Fenstern, nachträglich Haus verlängert, Straßenansicht gut erhalten, - Torbogen: 1882, Ziegel und Putz, Holztor und Pforte erhalten. | 09243012 |
| Direkt Bild zu diesem Denkmal hochladen | Pfarrhaus und Seitengebäude des Pfarrhofes                               | Schänkenberg 6 (Karte)              | 2. Hälfte 18. Jahrhundert                 | Ortsgeschichtlich und baugeschichtlich von Bedeutung, das Seitengebäude ein Fachwerkbau, ortsbildprägende Lage an der Kirche. - Pfarrhaus: Erdgeschoss mit Kreuzgewölbe, unterkellert, Obergeschoss Fachwerk, Erdgeschoss massiv Bruchsteinmauerwerk, Dachstuhl mit liegendem Stuhl, Kehl- und Hahnebalken, dort ein stehender Stuhl, Verblattungen, Windverbände – 18. Jahrhundert, Haus verputzt, Fachwerk erhalten, Krüppelwalmdach (1/2), - Seitengebäude: Ehemals Ställe im Erdgeschoss, Erdgeschoss massiv teilweise Lehmstock, Obergeschoss Fachwerk, dort Gang und ehemalige Kammern mit Resten der Ausmalung (weiß mit Ziegelsteinandeutung als Lineatur), Bergungsraum für Heu im Obergeschoss, zwei Fledermausluken erhalten, Dachstuhl mit liegendem Stuhl, gezapfte Holzverbindungen, Kehlbalken. | 09243013 |